# Valérie Adalbéron
Valérie Adalbéron est une joueuse de kayak-polo internationale française, née le 10 août 1976 à Saint-Pol-sur-Mer.
Inscrite de 1992 à 2003 au club de St Omer, de 2004 à 2007 au club de Bagnères de Bigorre, depuis 2008 au club de Tarbes elle participe au championnat de France N1F dans l'équipe de Tarbes Auch Midi-Pyrénées.

## Sélections
Sélections en équipe de France senior
- Championnats d'Europe 1992 : Médaille de bronze
- Championnats d'Europe 1993 : Médaille de bronze[2]
- Championnats du monde 1994 : Médaille de bronze[3]
- Championnats d'Europe 1995 : Médaille de bronze
- Championnats du monde 1996 : 4e
- Championnats d'Europe 1997 : Médaille d'argent[2]
- Championnats du monde 1998 : Médaille de bronze[3]
- Championnats d'Europe 1999 : Médaille de bronze
- Championnats du monde 2000 : Médaille de bronze[3]
- Championnats d'Europe 2001 : Médaille de bronze[4]
- Championnats du monde 2002 : Médaille d'argent[5]
- Championnats d'Europe 2003 : Médaille d'argent[6]
- Championnats du monde 2004 : Médaille de bronze[7]
- Championnats d'Europe 2005 : Médaille de bronze[8]